# Geoffrey Wigdor
Geoffrey Wigdor, född 23 januari 1982 i New York, är en amerikansk skådespelare.

## Roller (i urval)
- (2003) - Levity
- (1952) - Guiding Light (Medverkade år 1999) TV-serie)
- (1999) - In Dreams
- (1996) - Sleepers